# Gaja (imię)
Gaja, Kaja – imię żeńskie, pochodzące od postaci z mitologii greckiej, Ziemi-Matki (gr. Γαῖα – „Ziemia”), lub stanowiące żeński odpowiednik łacińskiego imienia Gajusz (Gaius), należącego do nielicznej grupy najstarszych imion rzymskich (imion właściwych, praenomen, por. Marek, Tyberiusz, Tytus, Aulus). Według różnych źródeł Gajusz ma bądź to niewyjaśnione pochodzenie, greckie lub etruskie, bądź to uznawane jest za oznaczające „cieszący (rodziców)”, por. gaudeo – „cieszę się” (zob. Gaudenty). Gaja oznaczałaby zatem „ciesząca rodziców”.
Na starożytność imienia Gajusz wskazuje jego pisownia. Tradycyjnie było ono oznaczane skrótem C., co pierwotnie oznaczało g, gdyż litera C pochodziła od greckiej Γ (zaś litera K oznaczała k). Litery te stosowano w ten sposób do roku 312 p.n.e., kiedy cenzor Appiusz Klaudiusz zmienił pisownię, wprowadzając literę G powstałą z przekształcenia C, a literze C nadał wartość k. Oznacza to, że pisownia imienia Gajusz utrwaliła się jeszcze przed reformą, co wskazuje na pochodzenie tego imienia sprzed IV wieku p.n.e..
Odczytanie zapisu Caia jako Kaia, zamiast Gaia, dało początek znanej również w polszczyźnie obocznej formie imienia. Sentencja rzymskiej przysięgi małżeńskiej to: ubi tu, Caius, ibi ego, Caia – „gdzie ty, Gajuszu, tam i ja, Gaja”.
Forma Gaja funkcjonowała także jako zdrobnienie imienia Grażyna.
W styczniu 2025 r. w rejestrze PESEL wykazano 27258 kobiet o imieniu Kaja nadanym jako imię pierwsze. Forma Gaja zastosowana została rzadziej: 5582 razy. Najczęściej występujące imię żeńskie – Anna, nosi natomiast 1068330 kobiet.

## Gajaimieninyobchodzi
- 28 lutego, jako wspomnienie św. Kajusa, wspominanego wspólnie ze św. Pupulem, Cerealem i Serapionem[8]
- 10 marca, jako wspomnienie św. Gajusza, wspominanego razem ze św. Aleksandrem z Apamei[9],
- 22 kwietnia[1], jako wspomnienie papieża Kajusa,
- 27 września, jako wspomnienie św. Kajusa, biskupa Mediolanu,
- 14 października, jako wspomnienie św. Kajusa z Koryntu[10].

## Odpowiedniki w innych językach
- łacina – Gaia
- język angielski – Gaia, Kaia
- język estoński – Kaja, Kaia
- język norweski – Kaja
- język słoweński – Gaja[11]
- język włoski – Gaia
- język hebrajski – גאיה

## Osoby noszące imię Gaja i Kaja
- Kaja Danczowska – polska skrzypaczka
- Kaja Godek – polska aktywistka antyaborcyjna
- Kaia Iva – estońska polityk
- Kaja Juvan – słoweńska tenisistka
- Kaja Kallas – estońska polityk, premier Estonii
- Kaia Kanepi – estońska tenisistka
- Grażyna Kuroń, znana także jako Gaja Kuroń – polska opozycjonistka, pierwsza żona Jacka Kuronia, matka Macieja Kuronia
- Kaja Mirecka-Ploss – pisarka, projektantka mody, działaczka społeczna
- Kaija Parve – była estońska biathlonistka, reprezentantka ZSRR
- Kaja Paschalska – polska aktorka
- Kaya Scodelario – brytyjska aktorka i modelka
- Kaja Tokarska – polska lekkoatletka, płotkarka
- Kaja Załęczna – polska piłkarka ręczna
- Gaja Grzegorzewska – polska pisarka, autorka kryminałów
- Kaia Gerber – amerykańska modelka